# Paolo Tagaris
Paolo Tagaris Paleologo (in greco Παῦλος Παλαιολόγος Τάγαρις?; 1320 o 1324 – dopo il 1394) è stato un vescovo bizantino, già vescovo della Chiesa ortodossa, in seguito patriarca latino di Costantinopoli per la Chiesa cattolica.
Un rampollo della famiglia Tagaris, Paolo reclamò una connessione dubbia con la dinastia dei Paleologi che governava l'impero bizantino all'epoca. Fuggì dal suo matrimonio da adolescente e divenne un monaco, ma presto le sue pratiche fraudolente diedero scandalo. Fuggendo da Costantinopoli, viaggiò molto, dalla Palestina alla Persia e alla Georgia e infine, attraverso l'Ucraina e l'Ungheria, verso l'Italia, la Grecia latina, Cipro e la Francia.
Durante la sua lunga e tumultuosa carriera, Paolo fu nominato vescovo ortodosso, vendette ordinazioni a uffici ecclesiastici, finse di essere il patriarca ortodosso di Gerusalemme, passò dall'ortodossia greca al cattolicesimo romano e viceversa, sostenne sia la sede di Roma che i papi avignonesi nello scisma occidentale, e riuscì a essere nominato patriarca latino di Costantinopoli. Alla fine, una volta smascherati i suoi inganni, tornò a Costantinopoli, dove si pentì e confessò i suoi peccati davanti a un sinodo nel 1394.

## Biografia

### Primi anni di vita e famiglia d'origine
La fonte principale della vita di Paolo è il documento della sua confessione davanti al sinodo patriarcale di Costantinopoli, che è senza data, ma incluso tra documenti degli anni 1394-1395. È stato pubblicato in tempi moderni da Franz Ritter von Miklosich e Joseph Muller (eds.), Acta et Diplomata Græca medii ævi sacra et profana, Vol. II, Acta Patriarchatus Constantinopolitanæ, Vienna 1860. La confessione è completata da un resoconto della sua visita a Parigi nel 1390, scritta da un monaco dell'Abbazia di Saint-Denis e inclusa nell'anonima Chronique du religieux de Saint-Denys, contenente le regia di Carlo VI dal 1380 al 1422.
Paolo Tagaris era apparentemente un rampollo della famiglia Tagaris, un lignaggio che appare per la prima volta all'inizio del XIV secolo. Suo padre non ha un nome, ma è descritto da Paolo come un valoroso e famoso soldato, quindi è probabilmente identificabile con il megas stratopedarches Manuel Tagaris, o con il figlio di quest'ultimo, Giorgio Tagaris. Paolo Tagaris affermò di essere legato alla dinastia regnante imperiale dei Paleologi e adottò per sé quel cognome. Manuel Tagaris era in effetti sposato con Teodora Asanina Paleologa, figlia di Ivan Asen III di Bulgaria e nipote dell'imperatore Andronico II Paleologo, ma anche se Paolo era figlio di Manuele, Teodora, secondo il bizantinista Donald Nicol, "quasi certamente non era la madre di Paolo".
Secondo Nicol, Tagaris nacque probabilmente nel 1320, mentre altre fonti moderne come l'Oxford Dictionary of Byzantium e il Prosopographisches Lexikon der Palaiologenzeit ponevano una data successiva, intorno al 1340. I suoi genitori organizzarono il suo matrimonio all'età di 14 o 15 anni, ma presto abbandonò sua moglie e lasciò Costantinopoli per diventare monaco in Palestina. Dopo un po' tornò a Costantinopoli, dove divenne rapidamente coinvolto in uno scandalo: millantava che un'icona in suo possesso avesse proprietà miracolose e ne ricavò denaro abusando della credulità popolare. Questa vicenda scandalizzava la sua famiglia, ma il patriarca Callisto I rifiutò di agire contro di lui. Fu solo quando il patriarca andò in visita in Serbia nel luglio 1363 che il suo locum tenens, lo ieromonaco Dorotheos, confiscò l'icona e costrinse Paolo a tornare in Palestina.

### Carriera in Oriente
In Palestina, Paolo fu in grado di assicurarsi la propria ordinazione come diacono dal Patriarca di Gerusalemme Lazzaro, che lo prese sotto la sua protezione (all'incirca nel 1364). Poco dopo, Lazzaro partì per Costantinopoli, e il suo locum tenens Damianos presentò accuse contro Paolo, che fu costretto ad abbandonare Gerusalemme per Antiochia. Lì, Paolo riuscì ancora una volta a stringere amicizia con una figura influente, il neoeletto Patriarca Michele (1368), che non solo lo ordinò sacerdote, ma alla fine lo rese esarca patriarcale e amministratore degli affari del Patriarcato. Non passò molto tempo prima che Paolo iniziasse ad abusare della propria autorità: licenziò vescovi in servizio e mise in vendita le loro sedi, minacciando di denunciare alle autorità turche coloro che si lamentavano. Presto rivendicò il titolo di Patriarca di Gerusalemme e cominciò a ordinare vescovi, anche in territori soggetti al Patriarcato di Costantinopoli. Nel 1370, si recò a Iconium e poi in Persia e Georgia, dove, secondo il suo memoriale, giudicò una disputa fra tre rivendicatori del trono, trovandosi a favore del miglior offerente. Nessuna controversia di questo tipo è registrata in fonti georgiane allo stato attuale.
A questo punto, sempre secondo il suo racconto, sentì rimorso e pensò di tornare a Costantinopoli, dove avrebbe dato la fortuna accumulata ai poveri, ma fu trattenuto dal vescovo di Tiro e Sidone, che lo trovò e gli fece un'offerta da parte del Patriarca di Antiochia di nominarlo vescovo di Taurezion (un luogo non identificato, presumibilmente nelle montagne del Tauro o nella penisola di Tauric, cioè la Crimea). Paolo accettò e apparentemente fu consacrato dal vescovo di Tiro e Sidone (all'incirca nel 1375). Allo stesso tempo, il Patriarca di Costantinopoli Filoteo venne a conoscenza dei suoi affari in oriente, e a Trebisonda Paolo fu accolto da un messaggero del Patriarca che chiese il suo immediato ritorno a Costantinopoli per essere processato.

### Patriarca latino di Costantinopoli

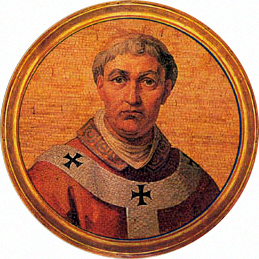
Papa Urbano VI (pittura moderna, Basilica di San Paolo fuori le mura, Roma)

Riluttante ad affrontare l'ira del Patriarca, ancora una volta Paolo decise di fuggire e tentò la fortuna a Roma. Come sottolinea Nicol, una tale mossa sarebbe altamente insolita per un prete ortodosso, ma potrebbe essere spiegata dai legami della sua famiglia con i circoli cattolici nella capitale bizantina: Giorgio Tagaris, suo fratello o padre putativo, era tra quelli che sostenevano la riunificazione delle Chiese e aveva ricevuto lettere di incoraggiamento da papa Innocenzo VI. Per evitare di passare vicino a Costantinopoli, Paolo fu costretto a fare una deviazione ampia. Prese una nave, probabilmente da Trebisonda, in Crimea, dove presentò al governatore locale dell'Orda d'oro i gioielli del tesoro che aveva accumulato. In cambio, ricevette una scorta attraverso le terre dell'Orda (moderna Ucraina) fino al Regno di Ungheria e da lì a Roma. Lì si garantì un'udienza con papa Urbano VI, sostenendo di essere il Patriarca ortodosso di Gerusalemme. Paolo si presentò al Papa come penitente, offrì una confessione e abbracciò la fede cattolica. Impressionato dall'umile comportamento di Paolo, il Papa lo nominò (alla fine del 1379 o all'inizio del 1380) alla sede titolare del Patriarca latino di Costantinopoli, che era stata vacante dal settembre 1378, quando il suo predecessore, Giacomo da Itri, aveva dichiarato la sua fedeltà all'antipapa di Avignone Clemente VII. Urbano nominò Paolo anche legato apostolico per tutti i paesi "ad est di Durazzo".
Dopo la sua nomina a "secondo papa", come lo chiamava egli stesso, Paolo abbandonò i suoi abiti monastici e adottò paramenti lussuosi per adattarsi al suo nuovo rango; ostentava gioielleria e, secondo il cronista di Saint-Denis, andava in giro a cavallo circondato da un entourage magnificamente attrezzato. Un probabile esempio degli splendidi paramenti e accessori di Paolo è un panno per altare riccamente ricamato, con un'aquila bizantina a due teste con un monogramma sul petto e la legenda "Paolo, Patriarca di Costantinopoli e Nuova Roma" in greco, ora nella collezione del Metropolitan Museum of Art di New York City.
Da quando Costantinopoli era stata riconquistata dai bizantini nel 1261, la sede del Patriarca latino di Costantinopoli era stata sin dal 1314 a Negroponte, che rimaneva ancora in mano latina. Poco dopo la sua investitura, Paolo si fermò ad Ancona nel tragitto per la Grecia. Rimase in città per diverse settimane, festeggiato dai locali, e presentò loro presunte reliquie: il 4 marzo 1380 il capo di Giacomo il Giusto, seguito il 17 aprile dai piedi di Sant'Anna e un chiodo dalla Vera Croce. Come commenta Nicol, "si può essere tentati di mettere in discussione l'autenticità, e ancor più la provenienza, della sua donazione". I documenti di concessione, conservati nella cattedrale di Ancona, sono firmati da Paolo e da un certo "Alessio Paleologo il Despota", presumibilmente figlio dell'imperatore bizantino ma in realtà, secondo Nicol, probabilmente "un altro frutto dell'immaginazione fertile di Paolo".
Dal 1380 al 1384, Paolo rimase alla sua sede a Negroponte. Un suo parente, Giorgio Tagaris - probabilmente una persona diversa dal figlio di Manuel Tagaris - fu chiamato per aiutare con l'amministrazione dei domini patriarcali. Il suo mandato fu travagliato, poiché il clero ortodosso locale fece appello alle autorità veneziane per la protezione contro le sue esazioni, mentre l'arcivescovo latino di Atene, Antonio Ballester, si lamentò dell'interferenza del patriarca nella sua diocesi. Inoltre, l'affitto di alcune terre della Chiesa nel 1383 a un veneziano di Creta, Giacomo Grimani, si rivelò fonte di prolungati problemi legali da quando Grimani, nelle parole del medievalista Raymond-Joseph Loenertz, "si rivelò tanto un mascalzone come il Patriarca". Nel 1384, Paolo fu nuovamente denunciato al Papa come impostore, probabilmente da Ballester, che fu nominato vicario generale del Patriarcato nello stesso anno e che aveva ricoperto lo stesso incarico durante la sede vacante degli anni 1378– 1379. Apparentemente Paolo aveva lasciato la sua diocesi prima della sua denuncia e riprese i suoi vagabondaggi. Nel 1385, si trovava a Cipro, dove incoronò Giacomo di Lusignano come re di Cipro in cambio di 30.000 monete d'oro e continuò a concedere appuntamenti ecclesiastici sull'isola come se fosse ancora patriarca. 

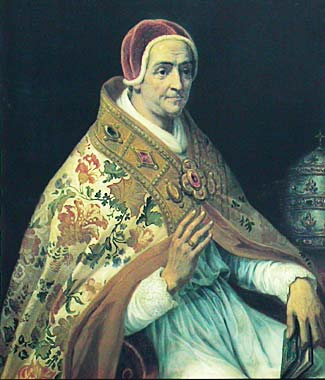
L'antipapa Clemente VII (pittura moderna di Calixte Serrur).

Nel 1388 tornò a Roma, probabilmente sperando che le accuse contro di lui fossero state nel frattempo dimenticate. Fu arrestato, processato e imprigionato, ma fu rilasciato dopo la morte di Urbano VI nell'ottobre 1389 e l'amnistia generale concessa dal nuovo papa Bonifacio IX. Lasciando Roma, Paolo andò alla corte di Amedeo VII di Savoia. Lì si presentò come un parente distante del Conte - una pretesa che probabilmente si basava sui suoi legami tenui con i Paleologi, che a loro volta erano lontanamente imparentati a Casa Savoia tramite l'imperatrice Anna di Savoia, prozia di Amedeo VII - e come una vittima di persecuzioni papali a causa del suo sostegno al papato di Avignone. Le affermazioni di parentela di Paolo erano dubbie, ma Amadeo fu commosso dalla difficile situazione di un compagno sostenitore di Avignone e lo accettò come il legittimo Patriarca latino di Costantinopoli. Fornì a Paul denaro e una scorta di dodici cavalli e dodici servi e lo mandò alla corte papale di Avignone.
Paolo ricevette un magnifico benvenuto ad Avignone, dove fu festeggiato da Clemente VII e dai suoi cardinali. Clemente, commosso dalle storie di sofferenza del suo ospite per mano dei papi romani, lo caricò di doni e onori e lo mandò a nord a Parigi. Lì, anche il re Carlo VI di Francia preparò un benvenuto trionfale per il suo illustre ospite. Paolo rappresentò uno spettacolo esotico e popolare nella capitale francese, e fu generosamente ospitato e intrattenuto. Ovviamente gli piaceva il suo lungo soggiorno lì, "al sicuro in un posto in cui il suo passato era sconosciuto e il suo inganno non sarebbe stato probabilmente scoperto", secondo Nicol. Per ulteriore sicurezza, comunicava solo tramite un interprete nel suo lavoro. Durante la sua visita all'Abbazia di Saint-Denis, sostenne che c'erano diverse reliquie del santo patrono dell'abbazia - all'epoca confuso con il santo ateniese Dionigi Areopagita - da ritrovare in Grecia, e promise di aiutare i monaci a portarli in Francia. La sua proposta fu accolta con entusiasmo e due monaci ricevettero il permesso e i fondi dal re per accompagnare Paolo in Grecia. Quando la festa arrivò nel porto in Italia da cui sarebbero salpati per la Grecia, tuttavia, Paolo corruppe il capitano della nave fingendo che il maltempo avrebbe ritardato la loro partenza. Nella stessa notte, lui e i suoi domestici salparono con tutto il loro bagaglio, lasciando indietro i due monaci. Fu solo a Roma, dove i monaci andarono in cerca di risposte per il comportamento di Paolo, che scoprirono la vera identità del loro compagno di viaggio. Da loro in seguito il cronista dell'abbazia ricevette le sue informazioni.

### Rientro a Costantinopoli
Secondo Nicol, i risultati dell'"esperto peccatore" Paolo non ebbero eguali: "Nessuno ha mai fatto affari così redditizi cambiando schieramenti, prima nello scisma tra le chiese greca e latina, e poi nello scisma tra papa di Roma e papa di Avignone. Non è un'impresa da poco arrivare a Roma come patriarca ortodosso di Gerusalemme e poi essere ricevuto ad Avignone come patriarca cattolico di Costantinopoli ".
Ora, però, dopo aver irrimediabilmente distrutto la sua reputazione e i suoi legami con entrambe le corti papali, a Paolo non rimase altra scelta se non quella di tornare a Costantinopoli. Nel 1394, tornò nella capitale bizantina, dove si presentò davanti al Patriarca Antonio IV, davanti al quale confessò i suoi peccati, abiurò la sua conversione al Cattolicesimo e invocò pietà. Come scrive Nicol, "solo su un punto protestò per essere stato ingiustamente accusato, perché, nonostante le voci e le storie inventate contro di lui, non si era mai lasciato andare alla fornicazione, al commercio di miracoli o alla pratica della magia".  Il Patriarca passò il caso di Paolo all'intero sinodo patriarcale, davanti al quale Paolo fu obbligato a ripetere la sua confessione due volte, e poi ancora una volta davanti a un'assemblea del popolo. I registri di queste sessioni, conservati dallo scriba patriarcale Perdikes, sono la fonte principale della vita di Paolo. Manca l'ultima parte del manoscritto, contenente il verdetto, ma sia il Sinodo che il popolo raccomandarono il perdono, quindi è probabile che sia stato perdonato. La sua vita successiva è sconosciuta.